# Petr Hrdlička (konstruktér)
Petr Hrdlička (* 12. září 1934 Praha) je český automobilový konstruktér a vývojář. Jeho nejznámějším dílem je populární osobní automobil Škoda Favorit. Dne 28. října 2019 mu prezident České republiky Miloš Zeman udělil Medaili za zásluhy I. stupně.

## Rodina
Otcem Petra Hrdličky (a jeho staršího bratra Jiřího) byl Ing. Karel Hrdlička (1. 3. 1888 - 7. 12. 1979), významná osobnost automobilového průmyslu meziválečného Československa: od roku 1930 byl závodním, později vedoucím ředitelem automobilky ASAP (Akciová společnost pro automobilový průmysl) se sídlem v Praze - což nebylo nic jiného, než pozdější AZNP a dnešní Škoda Auto Mladá Boleslav. Pod jeho vedením se z průměrné továrny stala progresivní a moderní automobilka. Z funkce byl odvolán až v říjnu 1941 zejména z důvodu příliš pomalé germanizace továrny.
Syn Petra Hrdličky, Ing. Martin Hrdlička PhD. MBA, je v současné době (březen 2025) vedoucím vývoje podvozku a agregátu automobilky Škoda Auto Mladá Boleslav.

## Vzdělání
V roce 1944 se stal Petr Hrdlička studentem měšťanky v Mladé Boleslavi. Tato studia byl nucen s ohledem na třídní původ ukončit v červnu 1948 - jako syn prvorepublikového ředitele ASAP směl jít pouze do učení.
30. 8. 1948 proto nastoupil jako učeň číslo 9809 do AZNP, obor strojní zámečník – automechanik. Tím si vylepšil kádrový profil, v roce 1949 tak mohl přestoupit na střední průmyslovou školu, kde roku 1953 odmaturoval s vyznamenáním. Dokonalý obraz doby podává tento školní posudek:"Petr Hrdlička je vynikající student, pomáhá slabším žákům, vede lidové kursy ruštiny, překládá, a to všechno proto, aby mohl lépe rozvracet lidově demokratické zřízení naší republiky."
Protože s takovým posudkem nemohl nastoupit na vysokou školu, šel v srpnu 1953 pracovat do pražského Ústavu pro výzkum motorových vozidel jako asistent pro využití tensometrie ve stavbě automobilu. Po této praxi se mohl přihlásit na ČVUT, kam byl přijat v roce 1954 a kde roku 1959 absolvoval s červeným diplomem a získal titul Ing. - obhajoval práci na téma hypoidní ozubená soukolí (tímto perspektivním tématem se tehdy v celém Československu zabýval pouze prof. Ing. Šejvl).
V roce 1967 dokončil vědeckou aspiranturu a připojil ke jménu titul CSc. (kandidát věd).

## Praxe
- srpen 1948 – srpen 1949 AZNP, učeň nástrojárny
- srpen 1953 – září 1954 ÚVMV, asistent pro využití tenzometrie při stavbě automobilů
- 1959 AZNP, konstruktér přípravků, vedle toho vypočítal rozvodovku pro vůz Škoda 1000 MB a opravil nepovedený projekt převodovky téhož vozu
- od října 1962 ÚVMV, řádný vědecký aspirant se stipendiem Ministerstva všeobecného strojírenství. Souběžně s tím:

1. 10. 1963 – srpen 1964 AZNP, vrchní dílovedoucí ozubárny
1966 + 1967 Oerlikon, konstruktér převodů pro automobily (např. Peugeot 504) a vrtulníky. Oficiální pracovní zařazení „Beratungsingenieur für Spiralkegelradverzahnung“
- září 1967 – březen 1983 ÚVMV, konstruktér převodů a programátor zátěžových simulací,od roku 1978 vedoucí Útvaru vědeckotechnického rozvoje. Navázal spolupráci s NAMI, VAZ, Ikarusem, Rábou, AVL, Ricardo Consulting atd. Za jeho působení vypočítal ÚVMV převody včetně zkoušek životnosti a tuhosti skříní prakticky na všechno, co se v Československu vyrábělo a jezdilo – osobní i nákladní automobily, autobusy, tramvaje atd. Nakonec vytvořili programy pro celý systém drive-line od motoru až k pneumatice – od jednoho spolupracovníka v roce 1964 se toto oddělení rozvinulo do sítě 150 zaměstnanců.
- březen 1983 – 31. 3. 1990 AZNP, ředitel Výzkumně-vývojového závodu a šéfkonstruktér projektu Škoda 781 – Škoda Favorit. Pro neshody s vedením AZNP byl ředitelem AZNP Ing. Dědkem odvolán z funkce v lednu 1990, poté pracoval na získání strategického zahraničního partnera automobilky (Volkswagen, Opel, Peugeot/Citroën, BMW).
- 1. 4. 1990 – 30. 11. 1994 Helbig Weiden, manažer – vybudoval dealerskou síť pro automobily Mercedes-Benz v Československu a Bělorusku atd.
- 1992 – 1994 Fehrer Kitzingen, vedoucí pobočky v České Lípě
- 1995 J.B.Trade, technický a obchodní konzultant
- 1995 – 1997 Škoda Auto, externí konzultant pro lehká užitková vozidla Škoda Felicia pick-up a projekt Škoda Felicia Fun
- od 1997 GFK Peter, marketingový ředitel. Za jeho působení se tento výrobce velkých laminátových dílů etabloval jako dodavatel pro Karosu Vysoké Mýto, Zetor Brno, Krone, DAF atd.
- od cca 2000 mimo jiné přísedící/předseda zkušebních komisí na ČVUT a TUL